# 15 Pułk Wojsk Obrony Wewnętrznej

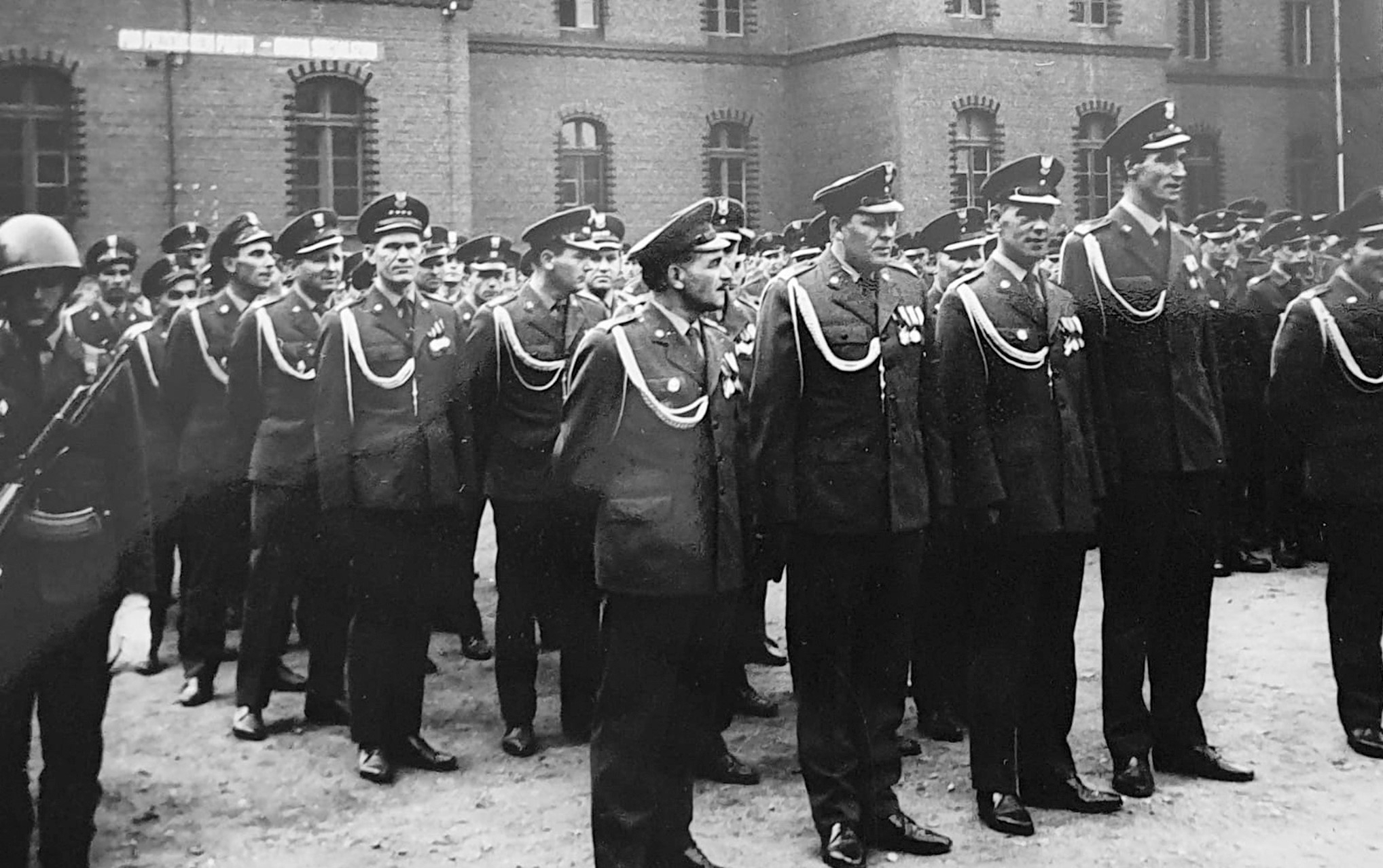
Żołnierze JW 4884 na uroczystej zbiórce

15 Pułk Wojsk Obrony Wewnętrznej Ziemi Opolskiej (15 pWOWew) – zlikwidowany oddział Wojsk Obrony Wewnętrznej Wojska Polskiego.

## Formowanie i zmiany organizacyjne
Pułk został sformowany na podstawie zarządzenia szefa Sztabu Generalnego Wojska Polskiego Nr 0170/Org. z dnia 22 grudnia 1966 roku. Jednostka została zorganizowana w garnizonie Prudnik na bazie rozwiązanego 15 Pułku KBW. Ponadto w pułku utworzono szkolny batalion Obrony Terytorialnej Kraju (OTK), którym dowodził Jan Nowak.
W marcu 1969 roku 68 Batalion Łączności Wojsk Obrony Wewnętrznej został przeniesiony do Węgrzyc koło Krakowa (Garnizon Kraków).
26 sierpnia 1969 roku pułk został pozbawiony orkiestry wojskowej.
Na początku lat 70. na bazie pułku na wypadek wojny sformowano 15 Brygadę Wojsk Obrony Wewnętrznej złożoną z: trzech pułków WOWew, batalionu czołgów średnich, dywizjonu artylerii, dywizjonu moździerzy i dywizjonu artylerii przeciwlotniczej.
Od 1971 roku pułk stanowił bazę mobilizacyjną dla dowództwa 28 Rezerwowej Dywizji Zmechanizowanej, 111 Pułku Zmechanizowanego, 77 Batalionu Łączności i 28 Batalionu Zaopatrzenia czasu „W”. Jednostki te wraz z 15 pWOWew wchodziły w skład 28 RDZ.
Na podstawie zarządzenia szefa Sztabu Generalnego Wojska Polskiego Nr 041/Org. z dnia 20 kwietnia 1989 roku pułk został rozformowany.

## Struktura pułku
- dowództwo i sztab

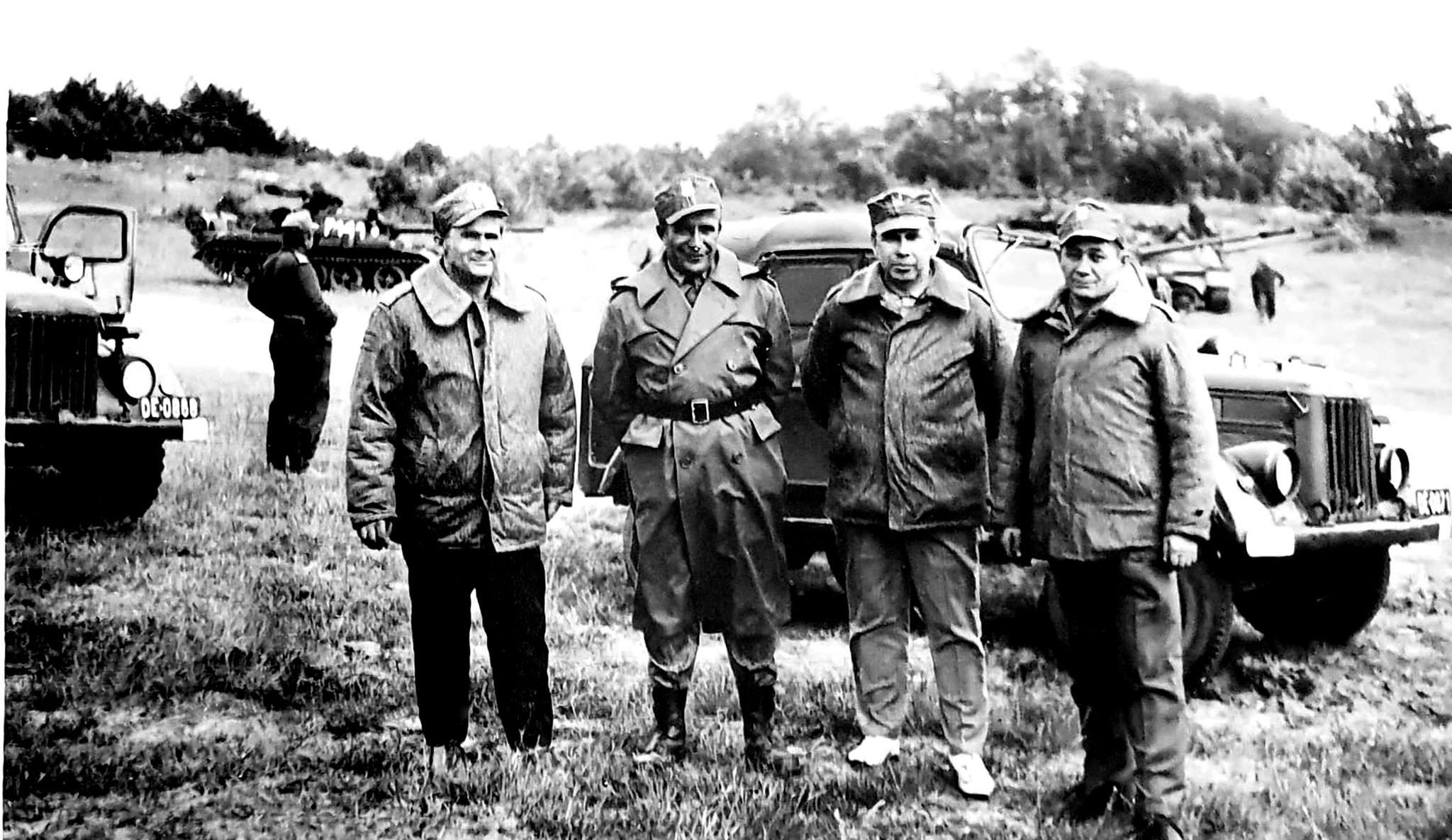
Żołnierze JW 4884 podczas ćwiczeń z wykorzystaniem czołgów. Na pierwszym planie oficer Wojska Polskiego z zaproszonymi cywilami ubranymi w panterki typu „Deszczyk“ i czapki polowe. Na drugim planie samochody GAZ-69 – poligon garnizonowy „Wzgórze 108”.

- batalion piechoty zmotoryzowanej (trzy kompanie piechoty zmotoryzowanej i kompania wsparcia)
- batalion czołgów
- batalion szkolny
- bateria moździerzy 120 mm
- bateria przeciwpancerna (armaty 85 mm D-44)
- bateria przeciwlotnicza
- kompania saperów
- kompania łączności
- kompania regulacji ruchu
- kompania zaopatrzenia
- pluton chemiczny.

## Wydarzenia

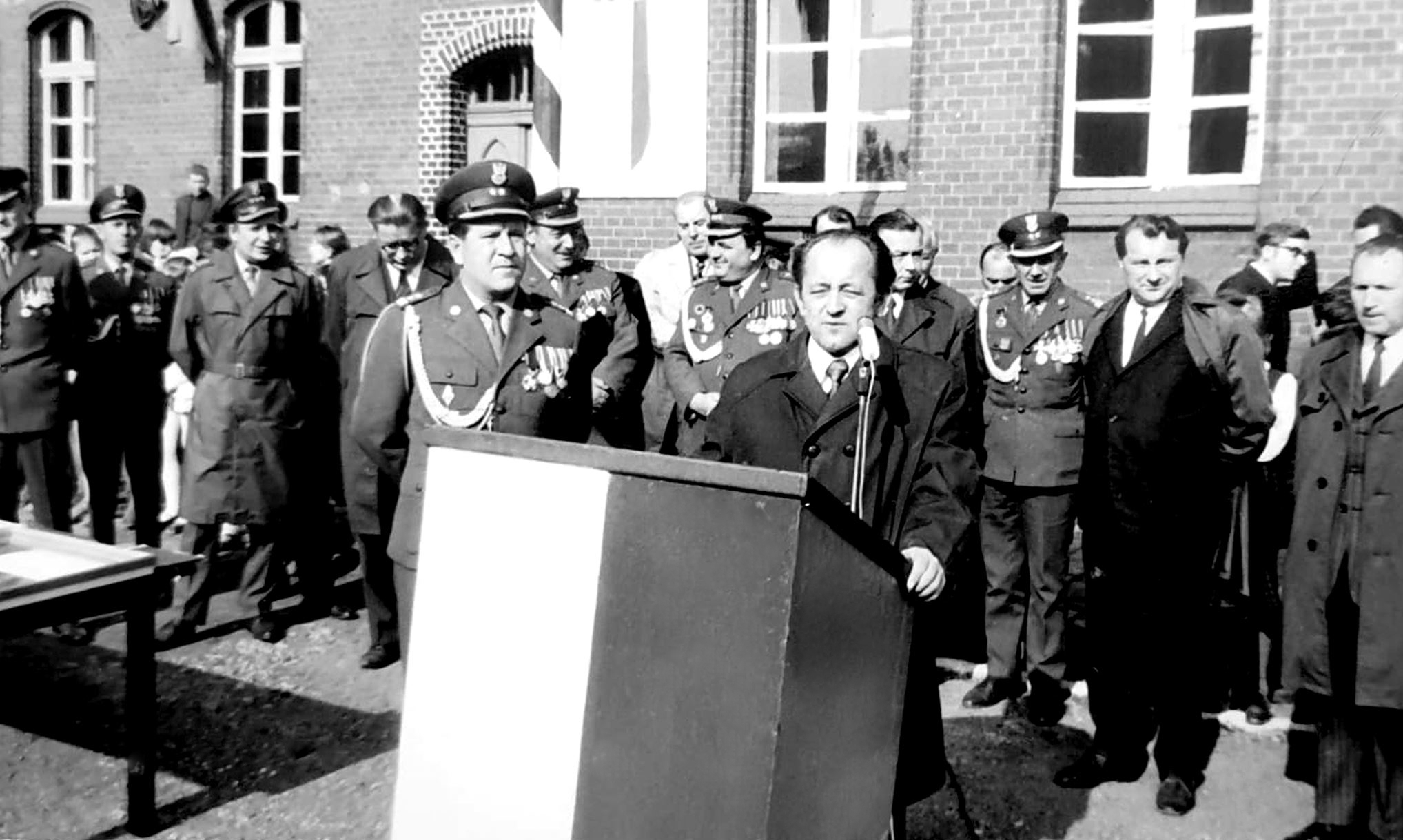
Oficerowie i zaproszeni goście na terenie JW 4884

- 1968 – 29–30 lipca, w związku z mającą nastąpić operacją „Dunaj” zostały ściągnięte do koszar pododdziały z Kamienia Śląskiego i poligonu w Łambinowicach[2].
- 1968 – 25 sierpnia w godz. 4.00–5.00 w czasie operacji „Dunaj” pułk przybył pod miejscowość Krnov w Czechosłowacji z zadaniem uniemożliwienia wciągnięcia do walki tamtejszego garnizonu (pułk czołgów). W czasie interwencji zdeponowano od żołnierzy i kadry zawodowej radioodbiorniki zasilane bateryjnie i sieciowo i nie dostarczono codziennej prasy. Przed wkroczeniem do Czechosłowacji na trasie Lubrza–Laskowice podczas postoju wydano ostrą amunicję dla 3 kompanii piechoty, kompanii czołgów i baterii moździerzy. Wydano granaty ręczne. Szpicę wojsk interwencyjnych stanowiła 3 kompania piechoty pod dowództwem por. Madejskiego[3].
- 1968 – 27 sierpnia jednostki pancerne wyłamały szlaban graniczny. Rozbrojono posterunek milicji w Krnovie, zlikwidowano wyposażenie komitetu tamtejszej partii, zdeponowano broń, notatki, dokumenty. Urząd Miejski w Krnovie pozbawiono łączności. Zaplombowano magazyn broni, amunicji i garaże z czołgami. Koszary w Krnovie były sukcesywnie pozbawiane sprzętu przez wojska radzieckie. Czechosłowackich żołnierzy głównie rezerwistów odesłano do domów[4]. Pozytywną rolę w „rokowaniach” z dowództwem czechosłowackiej jednostki odegrał z-ca d-cy strażnicy WOP Pomorzowice por. Jan Wojtak. „Rokował” za pomocą słów i alkoholi, co miało wpływ na zachowanie czechosłowackich sztabowców. Ale mimo wszystko, czechosłowaccy pogranicznicy nabrali pewnego dystansu w stosunku do polskich WOP-istów. Dotychczasowe przyjazne stosunki i spotkania – oziębły. (W trakcie wydarzeń w Czechosłowacji 45 batalion WOP z Prudnika bezpośrednio nie uczestniczył. W drugiej dekadzie sierpnia na zwołanej odprawie d-ców strażnic, nakazano, by w kontaktach z pogranicznikami czechosłowackimi, prosić ich o niepodejmowanie nieodpowiedzialnych działań na ich pograniczu)[5].
- 1968 – 2. poł. października, pułk został odwołany z operacji „Dunaj” i powrócił do koszar w Prudniku[4].
- 1969 – 14 lutego–25 lipca żołnierze pułku statystowali w filmie pod tytułem „Sól ziemi czarnej” w reżyserii Kazimierz Kutza. Żołnierze i kadra zawodowa grali powstańców śląskich oraz występowali w mundurach grenzschutzu. Żołnierze skoszarowani byli na lotnisku Katowice-Muchowiec i chorzowskich koszarach (4 kwietnia–5 maja – 50 żołnierzy, 5 maja–10 lipca – 250 żołnierzy, 10–25 lipca – 60 żołnierzy)[6].
- 1970 – wrzesień, jednostka wzięła udział w dużych ćwiczeniach pod kryptonimem „Ziemia Lubuska – 1970”. Ćwiczenia rozpoczęły się 27 września, 1 października ogłoszono mobilizację rezerwistów. 3 października nastąpił wyjazd siedmioma kolumnami na ziemię lubuską[4].
- 1971 – pomiędzy kwietniem a lipcem 300 żołnierzy pod dowództwem mjr. Adama Poliszuka, kpt. Mariana Olszówki i kpt. Ignacego Molesztaka, jako statyści występowali w filmie „Perła w koronie” w reżyserii Kazimierz Kutza. Konsultantem ds. wojskowych był ppłk Kazimierz Kokociński, z-ca d-cy pułku ds. liniowych[7].

## Dowódcy pułku
- płk Józef Kotorosz (1966–1973)[4]
- płk Wiktor Brzeszczak (1973–1978)[4]
- płk Henryk Czerniawski (1978–1986)[4]
- ppłk dypl. Jerzy Pawelec (1986–1989)[4].

## Upamiętnienie
Tablica pamiątkowa, poświęcona żołnierzom i pracownikom cywilnym byłych jednostek wojskowych stacjonujących w koszarach przy ul. Dąbrowskiego w Prudniku. Uroczystość odsłonięcia tablicy odbyła się o godz. 10.00 19 maja 2007 roku. Inicjatorem przedsięwzięcia było Stowarzyszenie Integracji Rodzin Wojskowych Kadry Zawodowej byłego Garnizonu w Prudniku i Koło Miejsko-Gminne Związku Byłych Żołnierzy Zawodowych i Oficerów Rezerwy Wojska Polskiego w Prudniku.

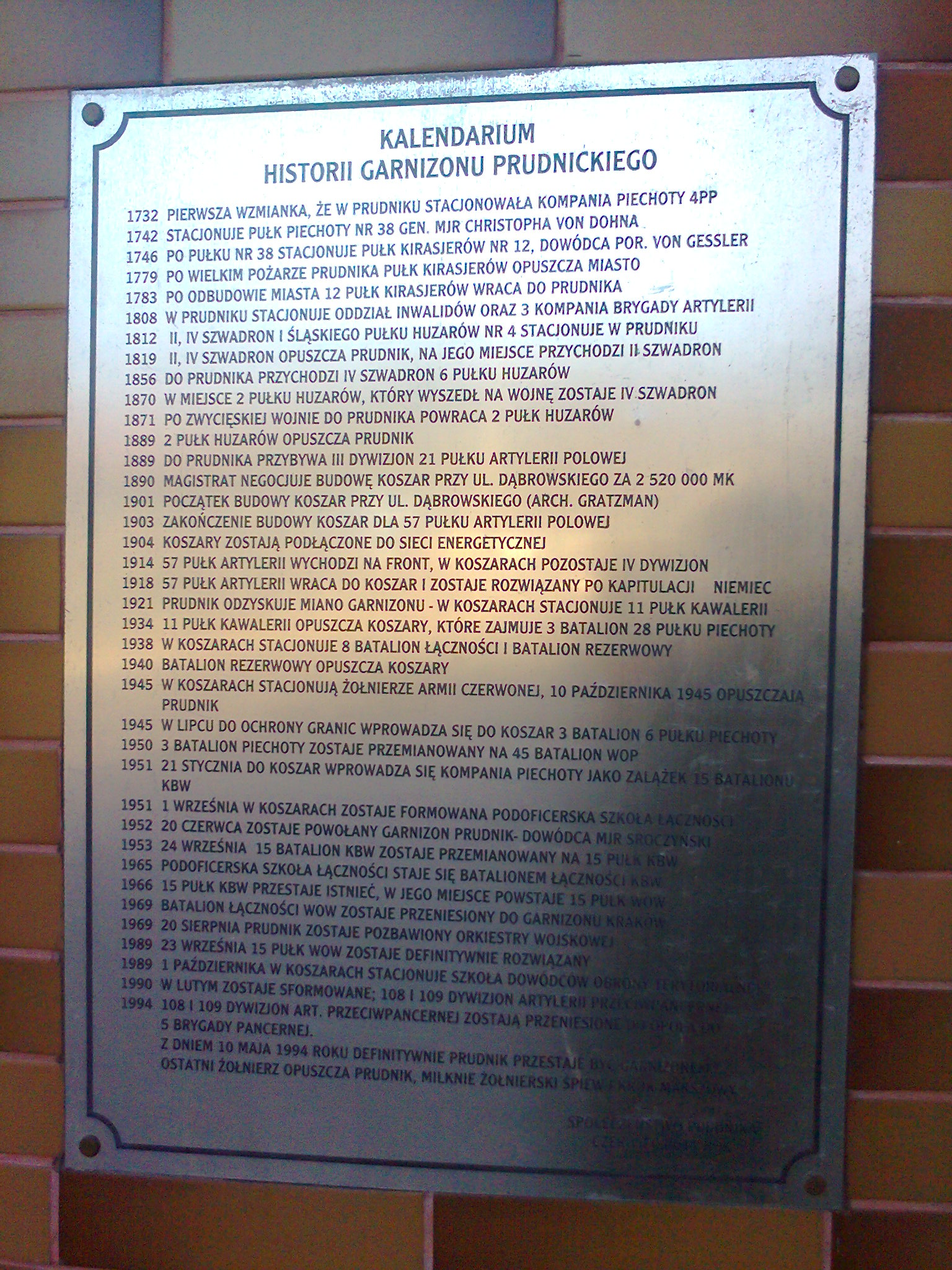
Kalendarium historii garnizonu prudnickiego (grudzień 2013)
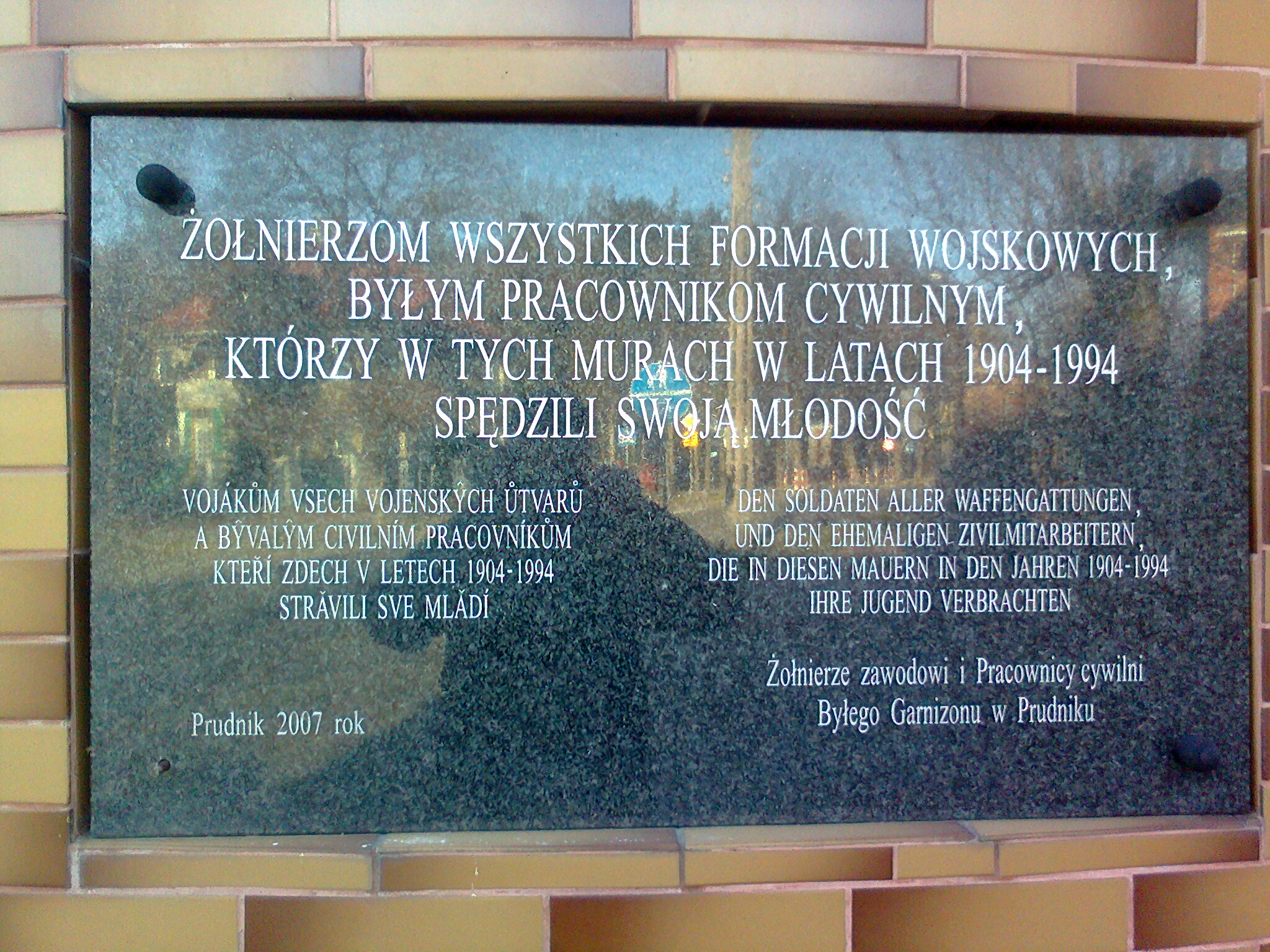
Tablica pamiątkowa (grudzień 2013)
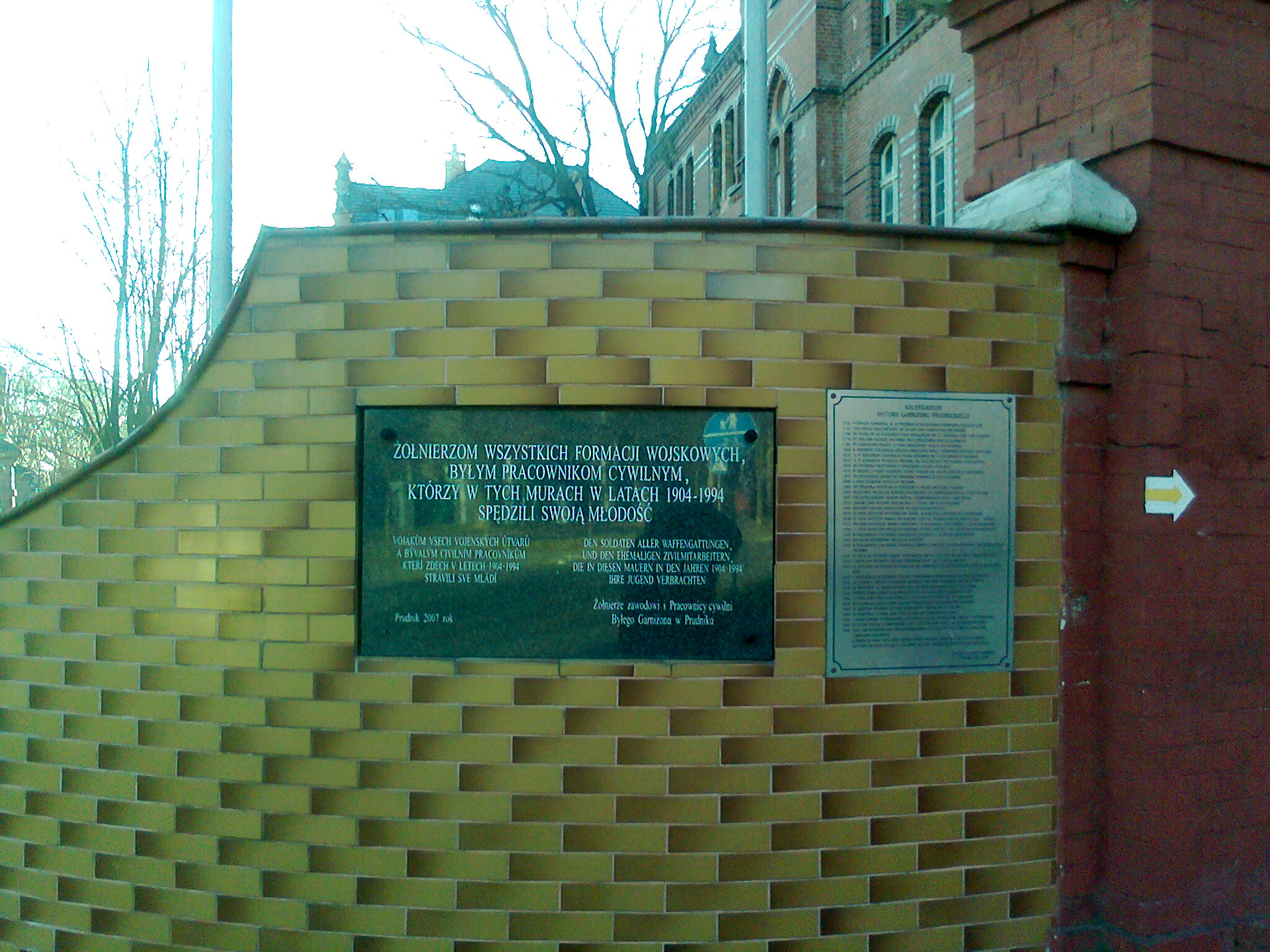
Tablica pamiątkowa i kalendarium garnizonu przy bramie wjazdowej, widok od ul. Dąbrowskiego (grudzień 2013)